# سوتل طويل القلم
سوتل طويل القلم (الاسم العلمي:Dasylirion longistylum) هو نوع من النباتات يتبع جنس السوتل من الفصيلة الهليونية.